# Autostrada A604 (Belgia)

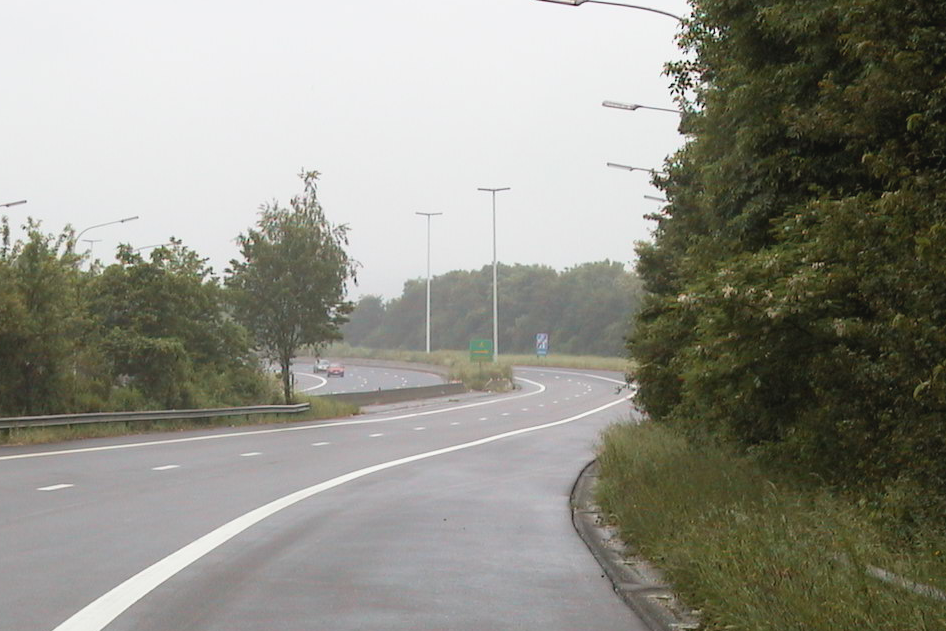
A604 w okolicy węzła nr 4

Autostrada A604 (fr. Autoroute A604) – autostrada w Belgii, znajdująca się na zachód od miasta Liège.
Stanowi krótki łącznik pomiędzy portem lotniczym Liège i autostradą A15 (E42), a miejscowością Seraing.
W grudniu 1967 roku oddano do użytku arterię na całej długości.